# Julia Clements
Gladys Agnes (Julia) Clements (Kent, 10 april 1906 - Londen, 1 november 2010) was een Engels journaliste en schrijfster. Sinds 1947 richtte ze zich vooral op bloemschikken. Ze ontwierp een eigen methode met terminologie die gangbaar is gebleven en was van belang in de verbreiding van de kennis en technieken. Ze stimuleerde de oprichting van clubs, organiseerde evenementen en werd vaak gevraagd voor lezingen en voor uitzendingen op radio en televisie. Haar boeken werden wereldwijd miljoenen malen gekocht.

## Biografie
Clements verhuisde met haar ouders van Kent naar Wight toen haar vader daar in de Eerste Wereldoorlog werk vond. Na zijn overlijden in 1916 ondersteunde ze als oudste kind haar moeder en het gezin door een wasserette te starten. Op haar veertiende reisde ze naar België, waar ze Frans leerde en een tijdje werkte voor de Waterloo Golf Club. Hierna keerde ze terug naar haar moeder die inmiddels in het Londense Beckenham woonde.
Als freelance schrijfster publiceerde ze in 1931 een van haar eerste artikelen. Hierin beschreef ze de tocht in een kleine motorboot die ze met Richard Cole maakte van Westminster naar Brussel. Tachtig jaar erna staat de terugreis nog steeds te boek als de snelste oversteek over Het Kanaal voor dat boottype.
Na de Tweede Wereldoorlog ging ze aan het werk voor het pocketmagazine My Garden. In 1947 werd ze gevraagd voor een toespraak tijdens de International Flower Show in New York. Zelf gekleed met verstelde vitrages, sprak ze hier tegenover welgeklede vrouwen die de rantsoenering van de oorlog niet hadden meegemaakt. Bij terugkeer sprak ze over deze reis voor het Kent Area Women's Institute. Terwijl ze het slonzig geklede publiek zag, realiseerde ze zich dat het hen zeven jaar had ontbeerd aan creativiteit in eten, kleden en de aankleding thuis. Ze wijzigde ter plekke haar boodschap en gaf een pleidooi om te gaan bloemschikken.
Die toespraak betekende een wending in haar carrière. Ze begon boeken en magazines te lezen over ontwerpen en kleuren, bezocht allerlei lezingen en ging elk weekend naar de tuinen van de Royal Horticultural Society (RHS). Ondertussen ontwierp ze een eigen methode met terminologie die gangbaar is gebleven.
Aan het begin van de jaren vijftig werkte ze zeven lange werkdagen per week. Ze schreef boeken en artikelen, gaf lezingen en organiseerde bloemschikevenementen. Omdat ze de grote vraag niet aankon, besloot ze aan honderd vrouwen in de RHS een cursus te geven die hun kennis moesten doorgeven. Bijgaand schreef ze een handleiding hoe een bloemschikclub op te richten en zette ze een opleiding op voor juryleden voor wedstrijden. De talrijke opgerichte clubs verenigden zich sinds 1959 in de NAFAS (National Association of Flower Arrangement Societies). Daarnaast werd ze ook uitgenodigd om in andere Angelsaksische landen te spreken, en verder in India, Rusland en Centraal-Amerika. Ook hier zette ze aan tot de oprichting van clubs. Volgens een artikel in The Telegraph introduceerde ze twee miljoen vrouwen wereldwijd in de techniek van het bloemschikken. In Nederland vond Clements een vurig en bevlogen adept in de Haagse bloemschikkunstenares Cita van Santen.  
Clements schreef meer dan twintig boeken waarvan meer dan een miljoen exemplaren over de toonbank gingen. Daarnaast leverde ze bijdragen aan Garden News en schreef ze twaalf jaar lang een column voor Popular Gardening. Ook werd ze geregeld voor radio- en televisieprogramma's gevraagd en trok ze het land in met Katie Boyles televisieprogramma How to be a good hostess.
Ze was twee maal getrouwd. Van haar eerste man, Jimmy Sharp, scheidde ze tijdens de Tweede Wereldoorlog. Met hem had ze een doodgeboren baby en is ze daarna kinderloos gebleven. In 1962 hertrouwde ze met Sir Alexander Hay Seton, 10th Baronet. Hij overleed een jaar na hun huwelijk. Julia Clements gebruikte in haar professionele leven haar eigen naam.
In 1989 werd ze opgenomen in de Orde van het Britse Rijk en in 1974 werd ze onderscheiden met de Victoria Medal of Honour, de hoogste onderscheiding van de RHS. Drie rozen werden naar haar genoemd, de Julia Clements, de Lady Seton en Julia's Rose; de laatste werd in 1983 uitgeroepen tot de gouden roos tijdens het Wereldcongres van Rozen. Haar eigen favoriete bloem was de pioenroos.
In 2009 woonde ze nog het 50-jarige bestaan bij van NAFAS in Westminster Abbey. Het jaar erop overleed ze op 104-jarige leeftijd in Londen.